# Elimination Chamber (2022)
Elimination Chamber (2022) (W Niemczech znane jako No Escape (2022)) – gala wrestlingu wyprodukowana przez federację WWE dla zawodników z brandów Raw i SmackDown. Odbyła się 19 lutego 2022 w Jeddah Super Dome w Dżuddzie w Arabii Saudyjskiej. Emisja była przeprowadzana na żywo za pośrednictwem serwisu strumieniowego Peacock w Stanach Zjednoczonych i WWE Network na całym świecie oraz w systemie pay-per-view. Była to dwunasta gala w chronologii cyklu Elimination Chamber.
Na gali odbyło się osiem walk, w tym jedna w pre-show. W walce wieczoru, Brock Lesnar pokonał Bobby’ego Lashleya, Setha "Freakin" Rollinsa, Austina Theory’ego, Riddle’a i AJ Stylesa w Elimination Chamber matchu zdobywając WWE Championship, W innym Elimination Chamber matchu, Bianca Belair pokonała Liv Morgan, Rheę Ripley, Doudrop, Nikki A.S.H. i Alexę Bliss zdobywając miano pretendentki do Raw Women’s Championship na WrestleManii 38. W innych ważnych walkach, Roman Reigns pokonał Goldberga broniąc Universal Championship oraz Becky Lynch pokonała Litę i obroniła Raw Women’s Championship.

## Produkcja i rywalizacje
Elimination Chamber oferowało walki profesjonalnego wrestlingu z udziałem wrestlerów należących do brandów Raw i SmackDown. Wyreżyserowane rywalizacje (storyline’y) były kreowane podczas cotygodniowych gal Raw i SmackDown. Wrestlerzy są przedstawieni jako heele (negatywni, źli zawodnicy i najczęściej wrogowie publiki) i face’owie (pozytywni, dobrzy i najczęściej ulubieńcy publiki), którzy rywalizują pomiędzy sobą w seriach walk mających budować napięcie. Kulminacją rywalizacji jest walka wrestlerska lub ich seria.

### Elimination Chamber match o WWE Championship
Na Royal Rumble, Bobby Lashley pokonał Brocka Lesnara i wygrał WWE Championship, ponieważ Roman Reigns zaatakował Lesnara, a Paul Heyman obrócił się przeciwko Lesnarowi. Na następnym odcinku Raw, ogłoszono, że Lashley będzie bronił WWE Championship w Elimination Chamber matchu na Elimination Chamber. Lesnar następnie wyszedł i zażądał rewanżu z Lashleyem tej nocy, ponieważ Lashley nie wygrał uczciwie tytułu; jednak za radą MVP Lashley odmówił. WWE official Adam Pearce ogłosił następnie, że Lesnar będzie walczył w Elimination Chamber matchu. Później tej nocy Seth "Freakin" Rollins również ogłosił, że będzie jednym z uczestników walce. Ostatnie trzy miejsca zostały ustalone w walkach kwalifikacyjnych: Austin Theory, Riddle i AJ Styles zakwalifikowali się pokonując odpowiednio Kevina Owensa, Raw Tag Team Championa Otisa i Reya Mysterio.

### Roman Reigns vs. Goldberg
Na WrestleManii 36 w kwietniu 2020 roku, Roman Reigns miał pierwotnie zmierzyć się z Goldbergiem w walce o Universal Championship; jednak ze względu na pandemię COVID-19 na krótko przed wydarzeniem, Reigns wycofał się z walki ze względu na obniżoną odporność z poprzednich walk z białaczką. Goldberg zmierzył się z Braunem Strowmanem na tym wydarzeniu, który pokonał go i zdobył tytuł. Dwa lata później, 4 lutego 2022, na odcinku SmackDown, z Reignsem teraz jako mistrzem po wygraniu tytułu na Payback w sierpniu 2020 roku, Goldberg pojawił się i wyzwał Reignsa na walkę o Universal Championship na Elimination Chamber, który został oficjalnie zatwierdzony.

### Drew McIntyre vs. Madcap Moss
W Day 1, Drew McIntyre pokonał Madcap Mossa, któremu towarzyszył Happy Corbin. Później na backstage’u Corbin i Moss zaatakowali McIntyre’a, kontuzjując jego szyję, co wymagało operacji. Na Royal Rumble, McIntyre niespodziewanie powrócił po kontuzji podczas Royal Rumble matchu i wyeliminował Corbina i Mossa. Na następnym odcinku SmackDown, McIntyre powiedział, że będzie nadal celował w tę dwójkę, ponieważ prawie zakończyli jego karierę. Rewanż pomiędzy McIntyre’em i Mossem został zaplanowany na Elimination Chamber. Rewanż został następnie zabookowany ze stypulacją Falls Count Anywhere match.

### Ronda Rousey i Naomi vs. Charlotte Flair i Sonya Deville
11 lutego na odcinku SmackDown, po tym, jak Charlotte Flair zachowała SmackDown Women’s Championship przeciwko Naomi, Flair i Sonya Deville pobiły się z Naomi, aż Ronda Rousey (która zdecydowała się zmierzyć z Flair o SmackDown Women’s Championship na WrestleManii 38 w poprzednim tygodniu) ochroniła ją. Następnie potwierdzono, że Rousey połączy siły z Naomi, aby zmierzyć się z Deville i Flair na Elimination Chamber. Na odcinku z 18 lutego, podczas podpisywania kontraktu na walkę, ujawniono, że Rousey będzie musiała walczyć z jedną ręką związaną za plecami.

### Żeński Elimination Chamber match
7 lutego na odcinku Raw, ogłoszono Elimination Chamber match kobiet na Elimination Chamber, w którym zwyciężczyni zdobędzie walkę o Raw Women’s Championship na WrestleManii 38. Bianca Belair, Liv Morgan, Doudrop, Rhea Ripley i Nikki A.S.H. zostały ogłoszone jako zawodniczki w walce, z jednym miejscem do obsadzenia. 14 lutego na odcinku Raw, odbył się Gauntlet match pomiędzy pięcioma ogłoszynymi uczestniczkami walki Elimination Chamber, aby ustalić, kto wejdzie do komory jako ostatnia. Belair wygrała walkę eliminując jako ostatnią Ripley. Dodatkowo w tym odcinku, po tygodniach sesji terapeutycznych po tym, jak jej lalka Lilly została zniszczona podczas Extreme Rules we wrześniu 2021 roku, Alexa Bliss zakończyła ostatnią sesję i nazwała się szóstą zawodniczką w walce.

### Becky Lynch vs. Lita
31 stycznia na odcinku Raw, Raw Women’s Championka, Becky Lynch, skonfrontowała się z Litą, która rzuciła wyzwanie mistrzyni o tytuł na Elimination Chamber, co zostało oficjalnie ogłoszone.

## Gala
| Rola:                          | Osoba:              |
| ------------------------------ | ------------------- |
| Komentatorzy angielskojęzyczni | Michael Cole        |
| Komentatorzy angielskojęzyczni | Corey Graves        |
| Komentatorzy angielskojęzyczni | Byron Saxton        |
| Komentatorzy arabskojęzyczni   | Faisal Al-Mughaisib |
| Komentatorzy arabskojęzyczni   | Jude Aldajani       |
| Spiker                         | Mike Rome           |
| Sędziowie                      | Danilo Anfibio      |
| Sędziowie                      | Jessika Carr        |
| Sędziowie                      | Dan Engler          |
| Sędziowie                      | Eddie Orengo        |
| Sędziowie                      | Chad Patton         |
| Sędziowie                      | Darryl Sharma       |
| Ankieter                       | Kevin Patrick       |
| Panel Pre-show                 | Jackie Redmond      |
| Panel Pre-show                 | Matt Camp           |
| Panel Pre-show                 | Peter Rosenberg     |

### Pre-show
Podczas pre-show Elimination Chamber, Rey Mysterio (w towarzystwie Dominika Mysterio) zmierzył się z The Mizem. Podczas walki Miz wziął do ręki krzesło, jednak Rey wykonał Crossbody na Mizie. Gdy Miz próbował ponownie użyć krzesła, Dominik udaremnił Miza, jednak Miz udawał, że został zaatakowany przez Dominika. Spowodowało to, że sędzia wyrzucił Dominika z ringside’u. W końcówce, Rey wykonał roll-up na Mizie, aby wygrać walkę. Po walce Rey i Dominik wykonali podwójne 619 na Mizie.

### Główne show
Faktyczne pay-per-view rozpoczęło się, gdy Roman Reigns (w towarzystwie Paula Heymana) bronił mistrzostwo Universal przeciwko Goldbergowi. Reigns wydał szybkie promo, stwierdzając, że Królestwo Arabii Saudyjskiej musi uznać Reignsa przed wejściem Goldberga. Na początku walki, Reigns wyrzucił Goldberga z ringu. Obaj walczyli w ringsidzie, gdzie Goldberg rzucił Reignsa na barykadę. Po powrocie na ring, Goldberg wykonał Spear na Reignsie. Gdy Goldberg próbował wykonać Jackhammer, Reigns skontrował w Uranage i prawie go przypiął. Reigns wykonał Superman Punch na Goldbergu. Gdy Reigns próbował Speara, Goldberg skontrował we własny Spear. Goldberg spróbował kolejnego Jackhammera, jednak Reigns skontrował i założył dźwignię Gilotynę na Goldbergu, który zemdlał, dzięki czemu Reigns zachował tytuł.
Następnie odbył się Elimination Chamber match kobiet, w którym zwyciężczyni zdobędzie walkę o mistrzostwo kobiet Raw na WrestleManii 38. Walkę rozpoczęły Liv Morgan i Nikki A.S.H. Trzecią uczestniczką była Doudrop, a za nią Rhea Ripley. Ripley poszła za Nikki, gdzie oboje wspięły się na ścianę komory i spadli na Morgan. Ripley wykonała Riptide na Nikki, aby ją wyeliminować. Piątą uczestniczką była Alexa Bliss. Morgan wykonała Sitout Powerbomb na Doudrop, aby ją wyeliminować. Ostatnią uczestniczką była Bianca Belair, która zdobyła miejsce na wzięcie udziału jako ostatnia, wygrywając Gauntlet match w poprzednim odcinku Raw. Belair i Ripley wykonali podwójne Suplexy odpowiednio na Morgan i Bliss. Bliss wykonała Twisted Bliss na Morgan, aby ją wyeliminować. Belair wykonała Kiss of Death na Ripley, aby ją wyeliminować. W końcówce, Belair wykonała Kiss Of Death na Bliss, aby wygrać walkę i zdobyć walkę o mistrzostwo kobiet Raw na WrestleManii 38.
Następnie, Ronda Rousey i Naomi zmierzyły się z mistrzynią kobiet SmackDown Charlotte Flair i WWE official Sonyą Deville, gdzie Rousey musiała walczyć z jedną ręką związaną za plecami. W końcówce, Rousey zmusiła Deville do poddania się po tym jak założyła dźwignię Armbar, aby wygrać walkę.
W czwartej walce, Drew McIntyre zmierzył się z Madcap Mossem (w towarzystwie Happy’ego Corbina) w Falls Count Anywhere matchu. Ostatecznie McIntyre wykonał Claymore Kick na Mossie, aby wygrać walkę.
Za kulisami, The Miz udzielił wywiadu na temat swojej przegranej podczas Pre-show, w którym oskarżył Reya Mysterio o oszustwo z powodu pomocy jego syna Dominika. Miz powiedział, że znajdzie partnera tag teamowego i że będzie to „globalna supergwiazda”.
W przedostatniej walce, Becky Lynch broniła mistrzostwo kobiet Raw przeciwko Litcie. W końcówce, Lynch wykonała Manhandle Slam na Litcie, aby zachować tytuł.
Przed walką wieczoru, The Usos (Jey Uso i Jimmy Uso) mieli bronić mistrzostwo Tag Team SmackDown przeciwko The Viking Raiders (Erik i Ivar), ale Usos zaatakowali The Viking Raiders przed rozpoczęciem walki, więc walka została odwołana.

### Walka wieczoru
W walce wieczoru, Bobby Lashley bronił mistrzostwo WWE przeciwko AJ Stylesowi, Brockowi Lesnarowi, Riddle’owi, Austinowi Theory’emu i Sethowi "Freakinowi" Rollinsowi w Elimination Chamber matchu. Theory i Rollins rozpoczęli walkę. Rollins wykonał Buckle Bomb na Theorym do komory Lashleya. Uderzenie obezwładniło Lashleya, w wyniku czego personel medyczny i sędziowie usunęli go z walki z powodu protokołu wstrząsu mózgu, który został później ogłoszony jako jego eliminacja (w rzeczywistości Lashley autentycznie zranił się w ramię przed galą, a "protokół wstrząsu mózgu" został wykorzystany do wypisania go z walki). Trzecim uczestnikiem był Riddle, a następnie Styles. Piątym uczestnikiem miał być Lashley, jednak odkąd Lashley zniknął, Lesnar przedarł się przez swoją komorę i wszedł do walki. Lesnar wykonał F5 odpowiednio na Rollinsie, Stylesie i Riddle’u, aby ich wyeliminować. Po tym, jak low blow i DDT od Theory’ego na Lesnarze zakończyły się bliskim przypięciem, Lesnar wykonał F5 na Theorym ze szczytu komory. Lesnar następnie przypiął Theory’ego, aby zdobyć mistrzostwo WWE po raz siódmy, stając się pierwszym zwycięzcą Royal Rumble matchu, który zdobył tytuł mistrza świata przed WrestleManią. Następnie WWE potwierdziło, że jego walka na WrestleManii przeciwko Universal Championowi Romanowi Reignsiwi będzie Winner Takes All matchem, aby zunifikować zarówno WWE, jak i Universal Championship.

## Wyniki walk
| Nr                                                                   | Wyniki | Stypulacje                                                                                        | Czas  |
| -------------------------------------------------------------------- | --- | ------------------------------------------------------------------------------------------------- | ----- |
| 1P                                                                   | Rey Mysterio (z Dominikiem Mysterio) pokonał The Miza poprzez pinfall                                            | Singles match                                                                                     | 9:15  |
| 2                                                                    | Roman Reigns (c) (z Paulem Heynamem) pokonał Goldberga poprzez techniczne poddanie                               | Singles match o WWE Universal Championship                                                        | 6:00  |
| 3                                                                    | Bianca Belair pokonała Liv Morgan, Rheę Ripley, Doudrop, Nikki A.S.H. i Alexę Bliss                              | Elimination Chamber match o miano pretendentki do WWE Raw Women’s Championship na WrestleManii 38 | 15:45 |
| 4                                                                    | Ronda Rousey i Naomi pokonały Charlotte Flair i Sonyę Deville poprzez submission                                 | Tag Team match Ronda Rousey będzie walczyć z jedną ręką związaną za jej plecami.                  | 9:15  |
| 5                                                                    | Drew McIntyre pokonał Madcap Mossa (z Happy Corbinem) poprzez pinfall                                            | Falls Count Anywhere match                                                                        | 9:05  |
| 6                                                                    | Becky Lynch (c) pokonała Litę poprzez pinfall                                                                    | Singles match o WWE Raw Women’s Championship                                                      | 12:15 |
| 7                                                                    | The Usos (Jey Uso i Jimmy Uso) (c) vs. The Viking Raiders (Erik i Ivar) nie odbyło się                           | Tag Team match o WWE SmackDown Tag Team Championship                                              | —     |
| 8                                                                    | Brock Lesnar pokonał Bobby’ego Lashleya (c), Setha "Freakin" Rollinsa, Austina Theory’ego, Riddle’a i AJ Stylesa | Elimination Chamber match o WWE Championship                                                      | 14:55 |
| (c) – mistrz/mistrzyni przed walkąP – walka miała miejsce w pre-show | |                                                                                                   |       |

Uwagi
1. ↑  The Viking Raiders zostali zaatakowani przez The Usos przed rozpoczęciem walki. W wyniku ataku nie byli w stanie walczyć.

### Żeński Elimination Chamber match
| Nr. eliminacji | Wrestlerka    | Nr. wejściowy | Wyeliminowana przez | Metoda eliminacji                        | Czas  |
| -------------- | ------------- | ------------- | ------------------- | ---------------------------------------- | ----- |
| 1              | Nikki A.S.H.  | 1             | Rheę Ripley         | Przypięta po otrzymaniu Riptide          | 6:20  |
| 2              | Doudrop       | 3             | Liv Morgan          | Przypięta po otrzymaniu Sitout Powerbomb | 8:50  |
| 3              | Liv Morgan    | 2             | Alexę Bliss         | Przypięta po otrzymaniu Twisted Bliss    | 12:10 |
| 4              | Rhea Ripley   | 4             | Biankę Belair       | Przypięta po otrzymaniu KOD              | 12:45 |
| 5              | Alexa Bliss   | 5             | Biankę Belair       | Przypięta po otrzymaniu KOD              | 15:45 |
| Zwyciężczyni   | Bianca Belair | 6             | –                   | –                                        | 15:45 |

### Męski Elimination Chamber match
| Nr. eliminacji | Wrestler               | Nr. wejściowy | Wyeliminowany przez                | Metoda eliminacji                            | Czas                               |
| -------------- | ---------------------- | ------------- | ---------------------------------- | -------------------------------------------- | ---------------------------------- |
| 1              | Bobby Lashley (c)      | 5             | Nie był w stanie kontynuować walki | Nie był w stanie kontynuować walki           | Nie był w stanie kontynuować walki |
| 2              | Seth "Freakin" Rollins | 2             | Brocka Lesnara                     | Przypięty po otrzymaniu F5                   | 9:50                               |
| 3              | Riddle                 | 3             | Brocka Lesnara                     | Przypięty po otrzymaniu F5                   | 10:05                              |
| 4              | AJ Styles              | 4             | Brocka Lesnara                     | Przypięty po otrzymaniu F5                   | 11:00                              |
| 5              | Austin Theory          | 1             | Brocka Lesnara                     | Przypięty po otrzymaniu F5 ze szczytu komory | 14:55                              |
| Zwycięzca      | Brock Lesnar           | 6             | –                                  | –                                            | 14:55                              |

## Wydarzenia po gali

### Raw
W następnym odcinku Raw, nowy mistrz WWE Brock Lesnar postanowił zmierzyć się z mistrzem Universal Romanem Reignsem na WrestleManii 38. Paul Heyman następnie przerwał, stwierdzając, że Lesnar nie dotrze na WrestleManię jako mistrz WWE, ponieważ miał zaplanowany rewanż z byłym mistrzem Bobbym Lashleyem 5 marca na WWE Live show w Madison Square Garden w Nowym Jorku, chociaż gdyby Lashley był nie usunięty z powodu protokołu wstrząsu mózgu, Heyman znalazłby innego godnego rywala. Lashley nie został dopuszczony medycznie do walki i został zastąpiony przez Austina Theory’ego, którego Lesnar pokonał, aby zachować tytuł. Ale po walce, Lesnar został zaatakowany przez Romana Reignsa uderzeniem Superman Punch w towarzystwie The Bloodline (Paul Heyman, Jey Uso i Jimmy Uso). Lesnar w odpowiedzi zaatakował Reignsa i The Usos German Suplexami, ale kiedy Heyman próbował zaatakować go krzesłem, Lesnar rozproszył go, pozwalając Reignsowi zaatakować go krzesłem i stalowymi schodami. Wreszcie, Reigns położył zakrwawionego Lesnara na stalowych schodach i przy obu tytułach domagał się jego uznania.
Również na następnym Raw, The Miz stwierdził, że znalazł partnera tag teamowego, by zmierzyć się z Reyem i Dominikiem Mysterio na WrestleManii 38. Po tym, jak Miz drażnił się z tożsamością swojego partnera, Mysterios przerwali, stwierdzając, że nie ma znaczenia, kogo wybrał Miz. Następnie Miz ujawnił, że jego tag team partnerem jest osobowość z mediów społecznościowych Logan Paul, po czym zarówno Miz, jak i Paul zaatakowali Mysterios.

### SmackDown
W następnym odcinku SmackDown, mistrz Universal Roman Reigns i mistrz WWE Brock Lesnar podpisali kontrakt na Winner Takes All match na WrestleManii 38. Podczas segmentu ogłoszono, że walka będzie również walką unifikującą mistrzostwa, którą WWE zaczęło nazywać „Największą walką WrestleManii wszech czasów”.
The Viking Raiders (Erik i Ivar) zaatakowali mistrzów SmackDown Tag Team The Usos (Jey Uso i Jimmy Uso) za kulisami, twierdząc, że chcą walki o tytuł, ponieważ tak naprawdę nie dostali walki na Elimination Chamber. W następnym tygodniu, otrzymali walkę o mistrzostwo, w którym The Usos zachowali tytuł.
Również na SmackDown, Drew McIntyre pokonał Madcap Mossa w rewanżu. Następnie zaplanowano, że McIntyre ma następnie zmierzyć się z Happym Corbinem na WrestleManii 38.